# Нае (Шлезвіг-Гольштейн)
Нае (нім. Nahe) — громада в Німеччині, розташована в землі Шлезвіг-Гольштейн. Входить до складу району Зегеберг. Складова частина об'єднання громад Іцштедт.
Площа — 10,37 км2. Населення становить 2502 ос. (станом на 31 грудня 2020).